# Francisco de los Ángeles Quiñones
Francisco de Quiñones (León, c. 1480 - Veroli, 27 de octubre de 1540) fue un franciscano español, ministro general de su orden, cardenal, representante de la renovación católica pretridentina, autor de la reforma del breviario que lleva su nombre.

## Biografía
Hijo de Diego Fernández de Quiñones y Juana Enríquez, primeros condes de Luna, era paje del cardenal Cisneros en 1498. Se hizo franciscano antes de 1507 en el convento de Santa María de los Ángeles (Hornachuelos), cambiando su nombre de pila Enrique en Francisco. No se sabe si cursó estudios en algún centro universitario. Probablemente recibió la primera instrucción en su casa, y ciertamente la que bajo la vigilancia de Cisneros se impartía a sus pajes. 
Dentro de la Orden desempeñó toda la gama de cargos. En 1510 era custodio de la custodia de los Ángeles, en 1512 vicario provincial de los franciscanos observantes de Castilla, en 1518 ministro provincial de la provincia de los Ángeles, en 1521 comisario general de la Orden y ministro general (1523-28). Siendo comisario general visitó las provincias de los Países Bajos y algunas españolas; de ministro general, las de España y Portugal y la mayor parte de las de Italia. Como superior fomentó la disciplina y observancia regular, la selección y formación de las vocaciones y los estudios, mandando organizarlos en las provincias que los tenían deficientes; celó la práctica de la pobreza franciscana según la regla declarada por los Papas y trató de cortar las disensiones originadas por roces jurisdiccionales y perniciosos regionalismos. La limpieza de defectos y promoción de la disciplina fue uno de los puntos básicos de su programa de gobierno. Fue el otro las Casas de Recolección, focos de vida espiritual intensa. Cada provincia debía tener dos o más. Los frailes deseosos de reencarnar el espíritu de San Francisco, que a ellas se acogían, debían practicar una disciplina más severa y una pobreza más estricta, mantener la unidad de la Orden sin apartarse de la obediencia a los ministros provinciales y practicar la proclamación sencilla de la palabra de Dios. 

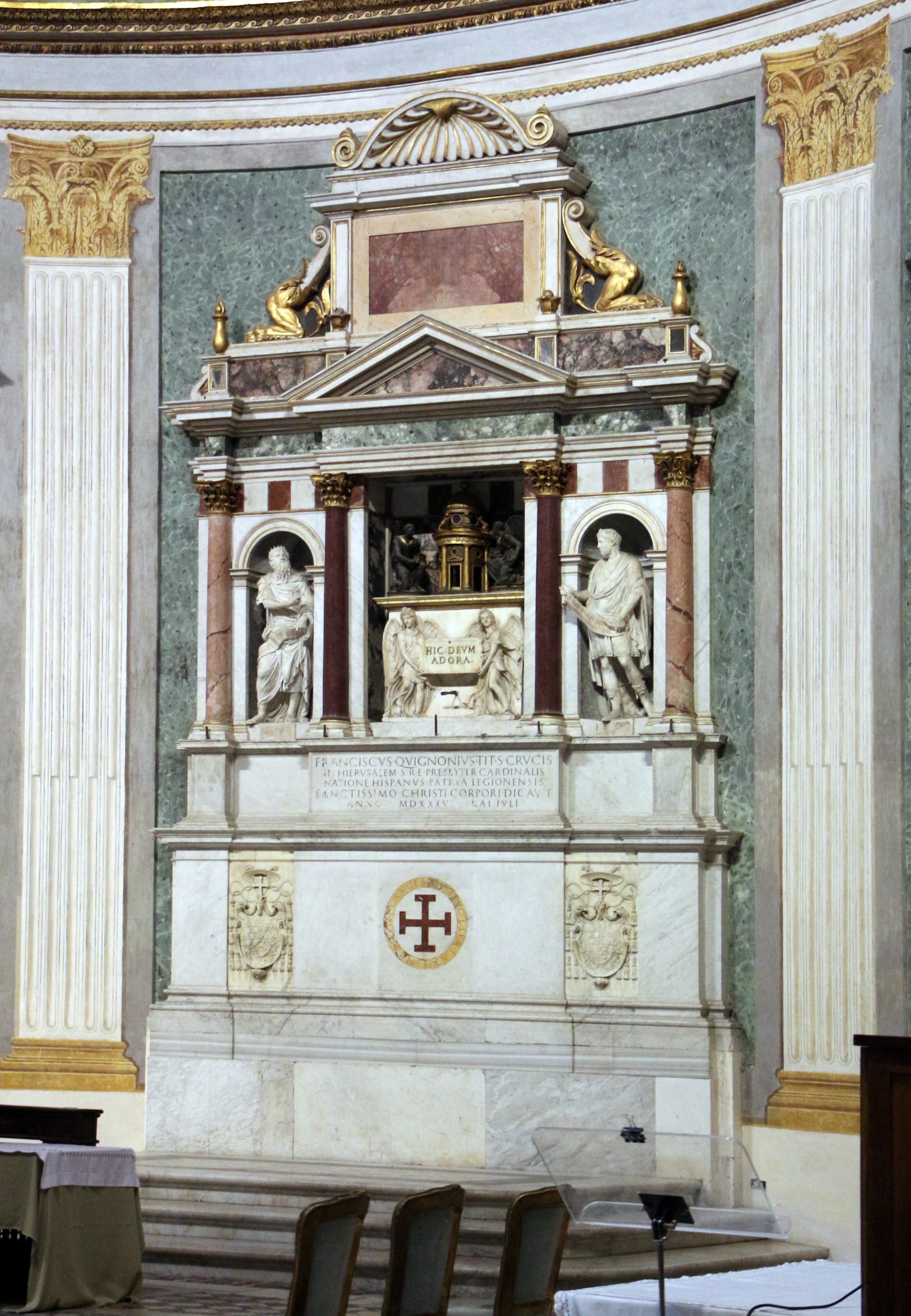
Sepulcro de Francisco de los Ángeles Quiñones conservado en la Basílica de la Santa Cruz de Jerusalén de Roma, obra de Jacopo Sansovino de 1536.

Igual afán renovador desplegó en los monasterios de clarisas. Protegió especialmente a las Concepcionistas, a las que dio sus primeras Constituciones (1513) y su primer Ceremonial (1524). Ayudó a su hermana Leonor de Quiñones, que había sido dama de Isabel la Católica, en la fundación del monasterio concepcionista de León. 
Otra faceta de la personalidad de Quiñones es la misionera. Sus anhelos, frustrados, de pasar a México con Juan Glapion, confesor de Carlos V, en 1521, florecieron en el envío de la misión de los Doce apóstoles de México en 1523. En la Obediencia e Instrucción que les diera, «carta magna de la civilización mexicana» (M. Cuevas), subraya las cualidades del misionero, alude a las normas del método misional e indica cómo aunar apostolado y vida regular.
Quiñones intentó de nuevo pasar a México en 1526 con facultades extraordinarias, eclesiásticas y civiles, para promover la evangelización. Mas no pudo, como tampoco visitar el resto de la Orden. Clemente VII le mandó en la segunda mitad de 1526 como emisario secreto al Emperador, con quien se entrevistó en Granada; volvió en 1527 encontrando a Carlos V en Valladolid; la tercera entrevista tuvo lugar en Madrid, en 1528. Las conversaciones buscaban las bases de un tratado de paz, el de Barcelona, de 1529. En el segundo viaje fue capturado y maltratado por los piratas berberiscos, ocupándose de su liberación el mismo Papa. Éste le creó cardenal el 7 de diciembre de 1527; su publicación oficial se retrasó a 1528 en Viterbo y el Emperador le impuso la birreta en San Jerónimo de Madrid el 6 de septiembre de 1528.
El comportamiento y actividad de Quiñones, cardenal de curia, correspondió a la línea renovadora que hasta entonces había seguido. Obispo de Coria (1531-33) renunció al obispado por no permitírsele ir a visitarlo. Se distinguió por su devoción a la Eucaristía y a la Santa Cruz. 
Tuvo en su casa una academia de humanistas y sabios, que le ayudó en la reforma del breviario, llamado de Santa Cruz por su título cardenalicio. Distribuyó el salterio por los días de la semana, redujo maitines a un nocturno y tres lecciones, y suprimió partes menores, todo con la idea de hacer hablar principalmente a la Sagrada Escritura. Cien ediciones y cien mil ejemplares (1ª edición en 1535) prueban la aceptación que logró. San Pío V prohibió su uso en 1568 por diversas razones, pero fue el precursor y modelo de la próxima reforma del breviario. 
Quiñones defendió en Roma los intereses de España, si bien no participó en un primer plano en la política. Fue protector de los franciscanos (1534) y de los jerónimos (1536). Nombrado gobernador de Veroli, 1534, mandó labrar un palacio grandioso en las proporciones pero sencillo en su aspecto y una fuente pública, y restauró la entonces ermita de la Santa Cruz. Su sepulcro, obra de Jacopo Sansovino de 1536, en elegante y sobrio estilo renacentista, se conserva en su iglesia titular, la Basílica de la Santa Cruz de Jerusalén de Roma. 
Quiñones veló por la educación de su sobrino Juan de Quiñones (1506-76), maestrescuela de Salamanca, canciller de su Universidad, obispo de Calahorra y padre del Concilio de Trento, y amparó a sus sobrinos-nietos Claudio Fernández Vigil de Quiñones, IV conde de Luna, embajador de Felipe II en el Concilio de Trento, y de sus hermanos, de los que uno fue Lupercio de Quiñones, obispo titular y capellán de Felipe II.

## Carta a la orden franciscana sobre un privilegio concedido por el papa Paulo III [1468-1549]
El Centro de Estudios de Historia de México CARSO posee una carta escrita por Quiñonez el 21 de febrero de 1535 en donde se explica que Paulo III, el gran papa de la Contrarreforma, fue el alma de la nueva vocación eclesiástica del Renacimiento. Sus gestiones en el Concilio de Trento (1545-1563) determinaron una propaganda fide que no sólo equilibró a la Iglesia, sino que sentó las bases de la doctrina cristiana que se expandió en el Nuevo Mundo. La entidad contaba con una larga tradición e historia antes de la llegada de los españoles, y en razón de la solicitud que las autoridades de la misma ciudad extendieron al rey de España, éste les concede el título según de cómo las tienen las otras ciudades y villas de las nuestras, unas con título de lealtad, pues aquella provincia la había tenido en nuestra corona real o como la nuestra merced fuese. El documento se acompaña con el escudo de armas y el título de la ciudad que hasta la fecha ostenta el estado.
| Predecesor: Paolo da Soncino    | Ministro General de la Orden Franciscana 1517 - 1527 | Sucesor: Paolo Pisotti                    |
| Predecesor: Guillermo Valdenese | Obispo de Coria 1531 - 1533                          | Sucesor: Francisco de Mendoza y Bobadilla |